# Il Gazzettino
Il Gazzettino est un quotidien italien qui diffuse à un peu moins de 100 000 exemplaires de moyenne (surtout diffusé en Vénétie, dans le Frioul et dans le Nord-Est de l'Italie).